# Сланцевый газ

Типы природного газа: обычный (A), сланцевый (C), из жёсткого песка (D), попутный (F), угольный метан (G)

48 бассейнов, богатых трудноизвлекаемым метаном (выделены коричневым цветом) в 38 странах (выделены белым цветом), включённых в отчёт U.S. Energy Information Administration «World Shale Gas Resources: An Initial Assessment of 14 Regions Outside the United States» 2011.

Сла́нцевый приро́дный газ (англ. shale gas) — природный газ, добываемый из горючих сланцев и состоящий преимущественно из метана.
Ныне сла́нцевым газом в прессе называют преимущественно добываемый природный газ, полученный нетрадиционными методами добычи из осадочных пород (англ. shale — осадочная порода).

## История
Первая коммерческая газовая скважина в сланцевых пластах была пробурена в США в 1821 году Уильямом Хартом (англ. William Hart) во Фредонии, Нью-Йорк, который считается в США «отцом природного газа».
Инициаторами масштабной добычи сланцевого газа в США являются Джордж Митчелл и Том Уорд (англ. Tom L. Ward).
Масштабная промышленная добыча сланцевого газа была начата компанией Devon Energy в США в начале 2000-х годов, которая на месторождении Барнетт в Техасе в 2002 году впервые применила комбинацию наклонно-направленного бурения (в том числе горизонтального) и многостадийного гидроразрыва пласта. Благодаря резкому росту его добычи, названному в СМИ «газовой революцией», в 2009 году США стали мировым лидером добычи газа (745,3 млрд м³), причём более 40 % приходилось на нетрадиционные источники (метан угольных пластов и сланцевый газ).
В первом полугодии 2010 года крупнейшие мировые топливные компании потратили $21 млрд на активы, которые связаны с добычей сланцевого газа. На тот момент некоторые комментаторы высказывали мнение, что ажиотаж вокруг сланцевого газа, именуемый сланцевой революцией, — результат рекламной кампании, вдохновлённой рядом энергетических компаний, вложивших значительные средства в проекты по добыче сланцевого газа и нуждающихся в притоке дополнительных сумм. После начала широкомасштабной добычи сланцевого газа цены на газ в США стали падать.
К началу 2012 года цены на природный газ в США упали до уровня значительно ниже себестоимости добычи сланцевого газа, в результате чего крупнейшая компания по добыче сланцевого газа — компания Chesapeake Energy объявила о сокращении производства на 8 %, а капитальных вложений в бурение — на 70 %. В первом полугодии 2012 года природный газ в США, где наблюдалось его перепроизводство, стоил даже дешевле, чем в России, которая обладает крупнейшими в мире разведанными запасами газа. Низкие цены вынудили ведущие газодобывающие компании сократить добычу, после чего цены на газ пошли вверх. К середине 2012 года ряд крупных компаний, занимающихся добычей сланцевого газа, стал испытывать финансовые трудности, а Chesapeake Energy оказалась на грани банкротства.

## Себестоимость добычи
По сведениям директора Института проблем нефти и газа РАН академика Анатолия Дмитриевского, себестоимость добычи сланцевого газа в США на 2012 год — около 150 долларов за тысячу м³.
Себестоимость сланцевого газа выше, чем традиционного. Так, в России себестоимость природного газа со старых газовых месторождений, с учётом транспортных расходов, составляет около 50 долларов за тысячу м³.

### Цены на газ в США
В 2008 г. для промышленности США природный газ продавался в среднем по $9,65 за тысячу фут³ ($341 за тысячу м³), в 2012 — по $3,88 за тысячу фут³ ($137 за тысячу м³).
С 2009 по 2014 год цены на природный газ для индивидуальных потребителей в США упали с 12,14 до 10,97 долларов США за тысячу кубических футов,
для коммерческих потребителей — с 10,06 до $8,90 , для промышленности — выросли с $5,33 до $5,5 за тысячу ft³. 
То есть в 2014 году для промышленности США природный газ продавался в среднем по $194 за тысячу м³ ($5,5 за тысячу фут³) .

## Технология добычи
Для добычи сланцевого газа используют наклонно-горизонтальное бурение (англ. directional drilling), многостадийный гидроразрыв пласта (англ. hydraulic fracturing (с применением пропантов) и сейсмическое моделирование. Аналогичная технология добычи применяется и для получения угольного метана.
Вместо гидроразрыва пласта (фрекинга) в качестве эксперимента может использоваться более дорогой безводный пропановый фрекинг (закачивание сжиженного пропана в виде геля).
Сланцевый газ содержится в небольших концентрациях (0,2—3,2 млрд м³/км²), поэтому для добычи значительных количеств такого газа требуется бурение скважин на больших площадях.

## География, оценка запасов и перспективы добычи
Ресурсы сланцевого газа в мире составляют 200 трлн м³, но только малая часть является извлекаемыми запасами. В настоящее время сланцевый газ является региональным фактором, который имеет значительное влияние только на рынок стран Северной Америки.
В числе факторов, положительно влияющих на перспективы добычи сланцевого газа: близость месторождений к рынкам сбыта; значительные запасы; заинтересованность властей ряда стран в снижении зависимости от импорта топливно-энергетических ресурсов. В то же время у сланцевого газа есть ряд недостатков, негативно влияющих на перспективы его добычи в мире. Среди таких недостатков: относительно высокая себестоимость; непригодность для транспортировки на большие расстояния; быстрая истощаемость месторождений; низкий уровень доказанных запасов в общей структуре запасов; значительные экологические риски при добыче.
По оценке IHS CERA, добыча сланцевого газа в мире к 2018 году может составить 180 млрд кубометров в год.

### США

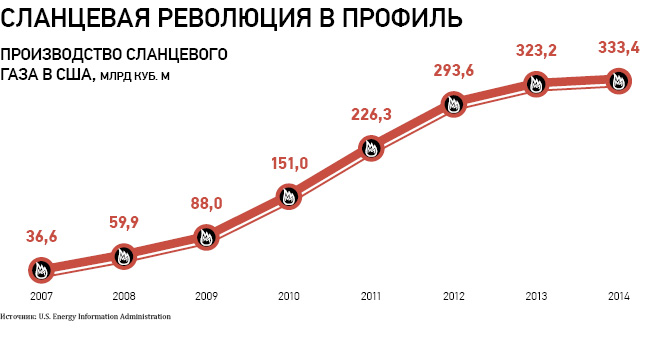
Производство сланцевого газа в США (2007—2014)

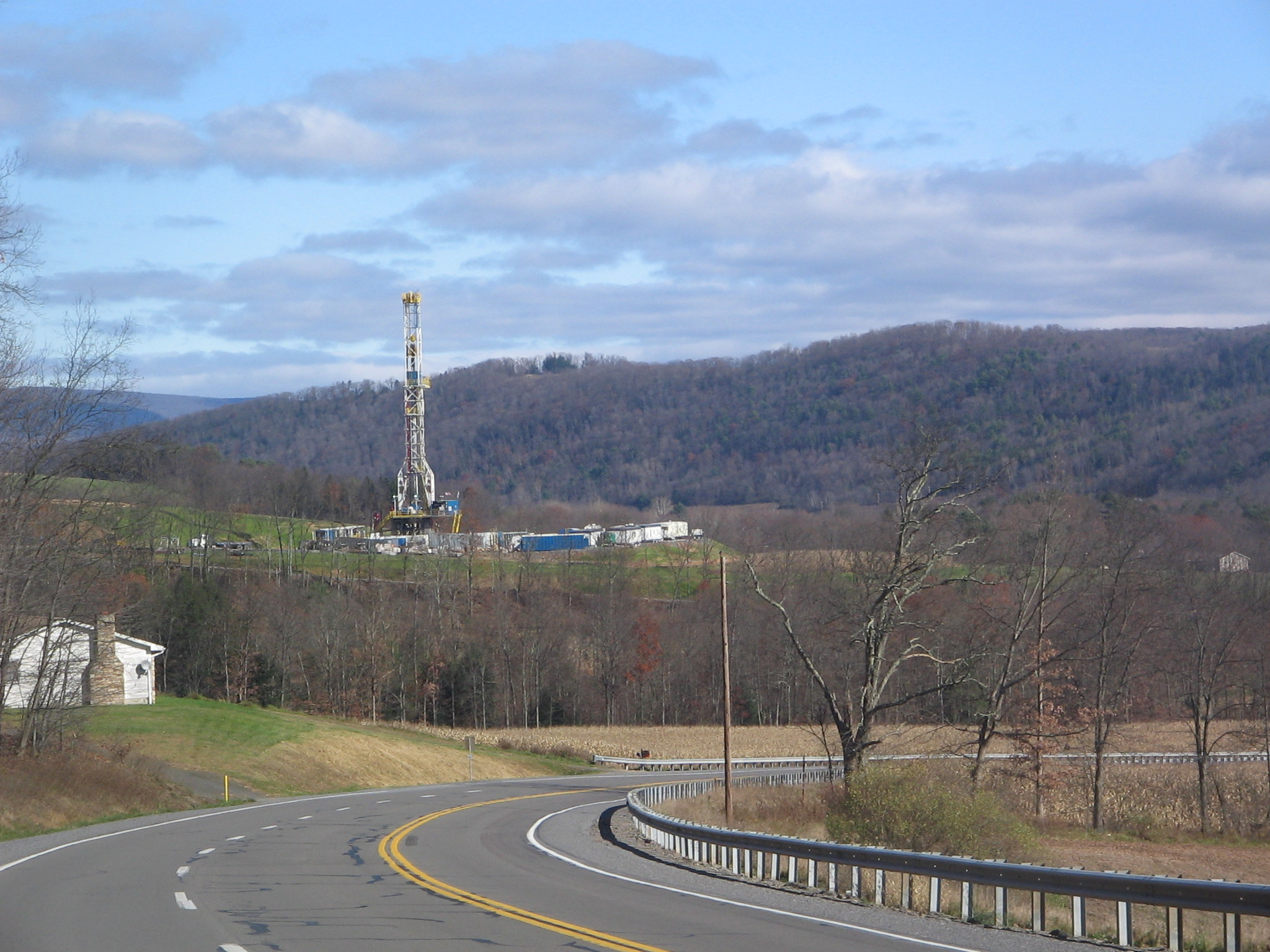
Буровая на месторождении сланцевого газа Marcellus в Пенсильвании (США).

В США разведанные запасы сланцевого газа составляют 24 трлн м³ (на 2007 год по оценке US Energy Information Administration технически извлекаемы — 3,6 трлн м³) или более 10 % от мировых. В 2014 году доказанные технически извлекаемые запасы сланцевого газа, с учётом новых месторождений, оценивались в 4,0 трлн м3 (141,1 трлн кубических футов), разведанные (недоказанные) — 23,4 трлн м3 (827,4 трлн кубических футов). Ведущей корпорацией в США по добыче сланцевого газа является Chesapeake Energy.
В 2009 году добыча сланцевого газа в США составила 14 % от всего горючего газа; его доля увеличивается (см. сланцевая революция), что в 2009 году привело к существенным изменениям в распределении мирового рынка горючего газа между странами
 и образованию избыточного предложения на рынке к началу 2010 года.
К 2012 году его добыча возросла до 290 млрд м3, что составило около 40 % от общей добычи природного газа в стране.
В результате роста добычи сланцевого газа два новых терминала для импорта сжиженного газа, построенные в США в дополнение к 10 существующим, стали избыточными. В 2010 году некоторые владельцы терминалов даже намеревались получить экспортную лицензию[значимость факта?]. В частности, компания Freeport LNG, ранее построившая терминал для импорта СПГ, в сентябре 2013 года подписала с южнокорейской SK Group и японской Toshiba контракт по экспорту 2,2 миллиона тонн СПГ в год[значимость факта?].
В ноябре 2009 года пресс-секретарь Белого дома заявил, что «использование сланцевого газа, как ожидается, значительно повысит энергетическую безопасность США и поможет снизить загрязнение парниковыми газами»[значимость факта?].
К 2010 году добыча сланцевого газа в США достигла 51 млрд кубометров в год. В начале апреля 2010 года сообщалось, что Министерство энергетики США установило, что статистика по производству природного газа в стране завышалась, в связи с чем оно намерено скорректировать итоговые показатели в сторону уменьшения.
Крупнейшие по количеству добычи месторождения сланцевого газа: месторождение Барнетт (штат Техас), Marcellus, Haynesville, Fayetteville, Eagle Ford.
East European Gas Analysis прогнозировал в 2011 году, что добыча сланцевого газа в США к 2015 году составит более 180 млрд кубометров в год. По основному прогнозу Международного энергетического агентства, добыча сланцевого газа в США к 2030 году будет не более 150 млрд кубометров в год.

#### Оценки
Тривиальный арифметический расчёт показывает, что, по состоянию на 2014 год, доказанных технически извлекаемых запасов сланцевого газа в США (4,0 трлн м³) хватит примерно на 12 лет добычи, при уровне добычи 2014 года (333,4 млрд м3/год). T=4,0*1000/333,4=12 лет. Разведанных (недоказанных) (23,4 трлн м³) — примерно на 70 лет добычи, также при уровне добычи 2014 года.

### Европа
Крупные месторождения сланцевого газа обнаружены в ряде государств Европы, в частности, в Австрии, Великобритании, Венгрии, Германии, Польше, Швеции, Украине.
В начале апреля 2010 года сообщалось, что в Польше открыты значительные запасы сланцевого газа, освоение которых планировалось в мае того же года компанией ConocoPhillips. В середине 2011 года американское издание Stratfor отмечало, что «даже если поляки и обнаружат огромные запасы сланцевого газа в Померании, им потребуются десятки миллиардов долларов, чтобы построить необходимую для добычи инфраструктуру, трубопроводы для доставки, объекты для производства электроэнергии и химические заводы, необходимые, чтобы воспользоваться преимуществами этих запасов». По мнению Stratfor, «прогресс в этом направлении будет измеряться годами, возможно десятилетиями». В конце 2011 года ExxonMobil пробурила в Польше две экспериментальные скважины, но уже в 2012 году свернула проект, заявив о его нерентабельности.
Во Франции действует введённый в 2012 году 5-летний запрет на использование технологии гидроразрыва для разработки запасов сланцевого газа.
МЭА прогнозирует, что добыча нетрадиционного газа в Европе к 2030 году составит 15 млрд кубометров в год. Согласно самым оптимистичным из нынешних прогнозов, добыча в Европе не превысит 40 млрд кубометров в год к 2030 году. Многие полагают, что такие прогнозы занижены.

#### Россия
25 марта 2010 года Комитет Госдумы по энергетике провёл круглый стол на тему «Перспективы освоения ресурсов сланцевого газа». Участники «круглого стола» рекомендовали Правительству РФ провести оценку газосланцевого потенциала России, изучить передовые технологии добычи сланцевого газа, оценить возможность и перспективы их внедрения в России, а также детально проработать вопросы, связанные с влиянием развития сланцевой промышленности в США и вероятного её возникновения в Европейских странах и Китае на текущие и перспективные экспортные поставки газа из России. Газпром не планирует в ближайшие десятилетия начинать разработку месторождений сланцевого газа в России. В начале 2012 года зампред правления Газпрома Александр Медведев отметил, что традиционные резервы компании в 10 раз более эффективны, чем разработка месторождений сланцевого газа. По словам Медведева, компания отложила добычу сланцевого газа «в долгий ящик» и к вопросу о его добыче возможно вернётся «лет через 50-70».
Ряд высокопоставленных чиновников и представителей «Газпрома» долгое время высказывался в том духе, что сланцевая революция — не более чем пиар-кампания, призванная подорвать интересы России. 8 апреля 2010 года министр энергетики России Сергей Шматко заявил, что вокруг роста производства сланцевого газа в мире образовался «ненужный ажиотаж». По его мнению, развитие рынка производства сланцевого газа в США не может повлиять на энергобаланс в мире. 19 апреля 2010 года министр природных ресурсов и экологии России Юрий Трутнев заявил, что рост добычи сланцевого газа является проблемой для «Газпрома» и России. Это стало первым подобного рода заявлением от российских чиновников высокого ранга. В августе 2012 года замминистра экономразвития России Андрей Клепач заявил, что ранее «Газпром» недооценивал масштабы сланцевой революции, а теперь относится к ней со всей серьёзностью. В октябре 2012 год президент России Владимир Путин впервые признал опасность для «Газпрома» глобальных изменений на рынке энергоносителей, происходящих вследствие наращивания объёмов добычи сланцевого газа, поручив в связи с этим Минэнерго скорректировать генеральную схему развития газовой отрасли до 2030 года.
По мнению ряда зарубежных экспертов, ожидающиеся через несколько лет поставки сланцевого газа из США в Евразию не создадут угрозы для поставок трубопроводного газа от «Газпрома», поскольку российский газ более конкурентоспособен по сравнению с американским из-за того, что расходы по добыче и транспортировке газа из России намного ниже аналогичных расходов для сланцевого газа из США. Однако, один из крупных российских предпринимателей Олег Дерипаска полагал, что на 2012 год у России осталось 3-4 года «сытых лет» до реального прихода сланцевого газа и сланцевой нефти, после чего она не сможет быть конкурентной в условиях ВТО. Он вместе с главой медиахолдинга «Эксперт» Валерием Фадеевым считает, что внутренний кризис неизбежен.
По мнению академика РАН Анатолия Дмитриевского (2010), в России использование сланцевого газа целесообразно лишь для местных нужд на территориях в удалённости от газотранспортных систем, там, где разведка и добыча сланцевого газа будут экономически более выгодными, чем строительство газопроводов.
В 2019 году Стив Шлотербек, бывший гендиректор EQT — крупнейшего производителя природного газа — признал, что для инвесторов в сланцевые проекты «революция» обернулась настоящей катастрофой. По его словам за десять лет 40 крупнейших представителей отрасли потратили почти на 200 млрд больше, чем заработали. По подсчётам норвежской консалтинговой компании Rystad Energy, из 40 изученных ею производителей лишь у четырёх в первом квартале 2019 года положительное сальдо.

#### Украина
В 2010 году Украина выдала лицензии на разведку сланцевого газа для Exxon Mobil и Shell.
В мае 2012 года стали известны победители конкурса по разработке Юзовской (Донецкая область) и Олесской (Львовская область) газовых площадей. Ими стали Shell и Chevron, соответственно. Ожидалось, что промышленная добыча на этих участках начнётся в 2018—2019 годах. 25 октября 2012 Shell начала бурение первой поисковой скважины газа уплотнённых песчаников в Харьковской области. Соглашение между компанией Shell и «Надра Юзовская» о разделе продукции от добычи сланцевого газа на Юзовском участке в Харьковской, Луганской и Донецкой областях было подписано 24 января 2013 года в Давосе (Швейцария) при участии президента Украины В. Януковича.
Практически немедленно после этого в Харьковской, Луганской и Донецкой областях начались акции и пикеты экологов, коммунистов и ряда других активистов, направленные против разработки сланцевого газа и, в частности, против предоставления такой возможности зарубежным компаниям. Ректор Приазовского технического университета профессор Вячеслав Волошин, заведующий кафедрой охраны труда и окружающей среды, не разделяет их радикальных настроений, указывая, что добыча может быть произведена и без ущерба для окружающей среды, но необходимы дополнительные исследования предлагаемой технологии добычи.
В 2014 году, с началом вооружённого конфликта на Юго-Востоке Украины, компания Chevron вышла из проекта по добыче сланцевого газа, расторгнув заключённые договоры в одностороннем порядке по причине неисполнения правительством Украины обязательств по подготовке необходимой нормативной базы.. Перспективы проекта Shell неоднократно подвергались сомнению, однако официальных заявлений по прекращению проекта по состоянию на начало февраля 2015 года не делалось.

### Другие страны
Залежи сланца, из которого можно добывать сланцевый газ, весьма велики и находятся в ряде стран: Австралии, Индии, Китае, Канаде.
Китай начал добычу сланцевого газа в 2012 году и планировал выйти в 2015 году на уровень добычи в 6,5 млрд кубометров. Изначально планировалось к 2020 году увеличить его добычу до 60—100 млрд кубометров ежегодно, однако позже цель была снижена до 30 млрд, что составляет около 1 % от нынешних энергетических потребностей страны
.

## Запреты на добычу сланцевого газа
В связи с возможным ущербом для окружающей среды добыча сланцевого газа запрещена во Франции и Болгарии. Добыча сланцевого сырья запрещена или приостановлена также в Германии, Нидерландах, ряде штатов США.